# Ribera d'Ondara

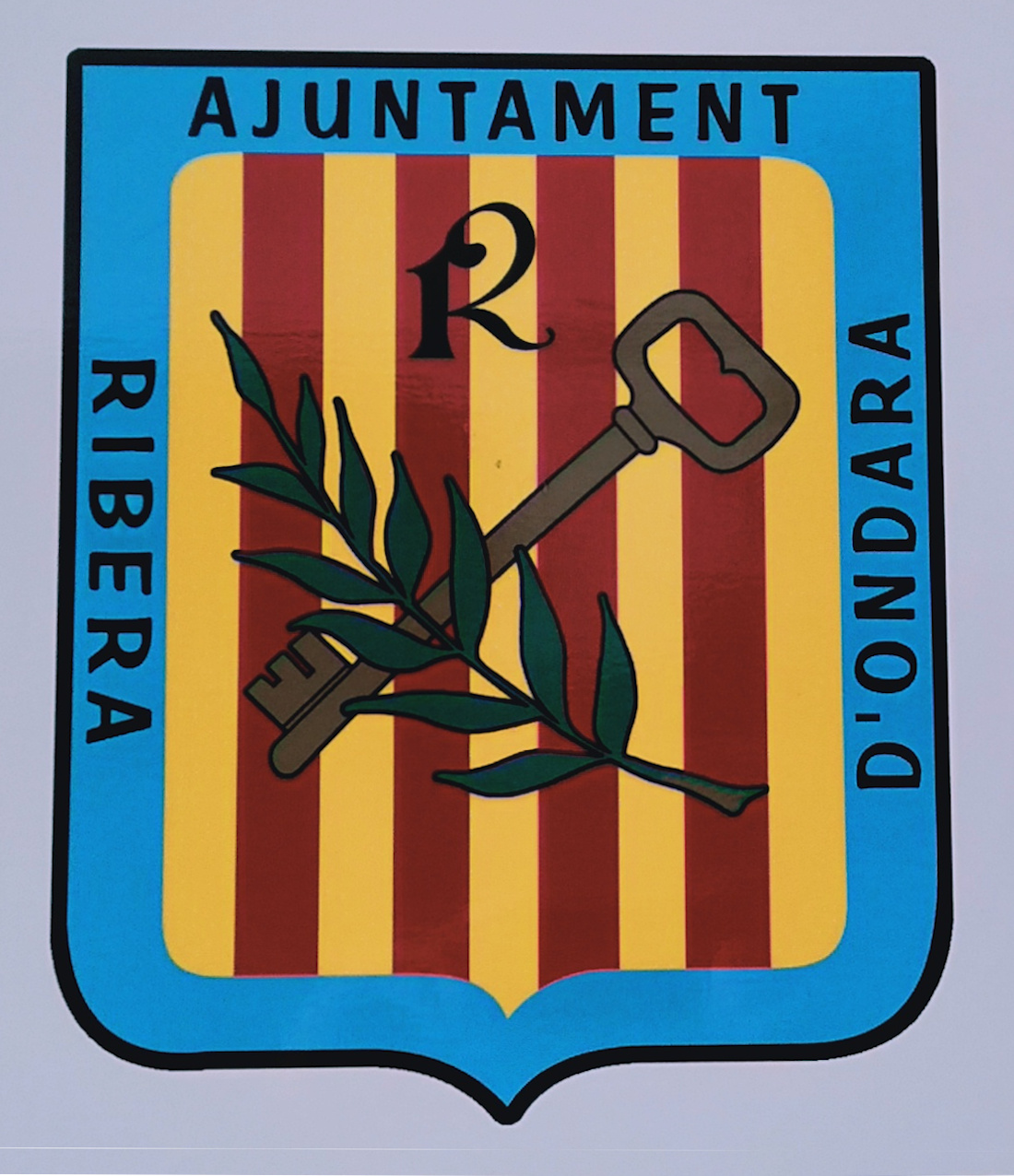
Escut del municipi de Ribera d'Ondara

La Ribera d'Ondara és un municipi de la comarca de la Segarra.
Està situat al sud-est de Cervera. És un municipi de gran extensió, format per la unió dels termes de Sant Pere dels Arquells i de Sant Antolí i Vilanova el 1972. La capital del municipi és a Sant Antolí i Vilanova.
L'economia municipal compta amb els següents recursos: agricultura de secà (cereals, ametllers, oliveres), ramaderia porcina i d'aviram.
L'alcalde és Francesc Sabanés del PSC que va recuperar l'alcaldia el 27 de desembre de 2024 gràcies a una moció de censura contra l'alcaldessa de llavors, Elisabet Jové, amb el suport d'un regidor no adscrit que havia anat a la llista d'Aliança Catalana i que havia substituït Albert Puig que havia dimitit. Elisabet Jové havia ocupat l'alcaldia des del 13 de març de 2024, gràcies a una altra moció de censura contra Francesc Sabanés, que va prosperar amb el suport d'Albert Puig, l'únic regidor d'Aliança Catalana, i de les 3 regidores que es va presentar per Acord Municipal però que van renunciar per passar a ser "no adscrites".

## Geografia
- Llista de topònims de Ribera d'Ondara (Orografia: muntanyes, serres, collades, indrets..; hidrografia: rius, fonts...; edificis: cases, masies, esglésies, etc).

## Enllaços externs

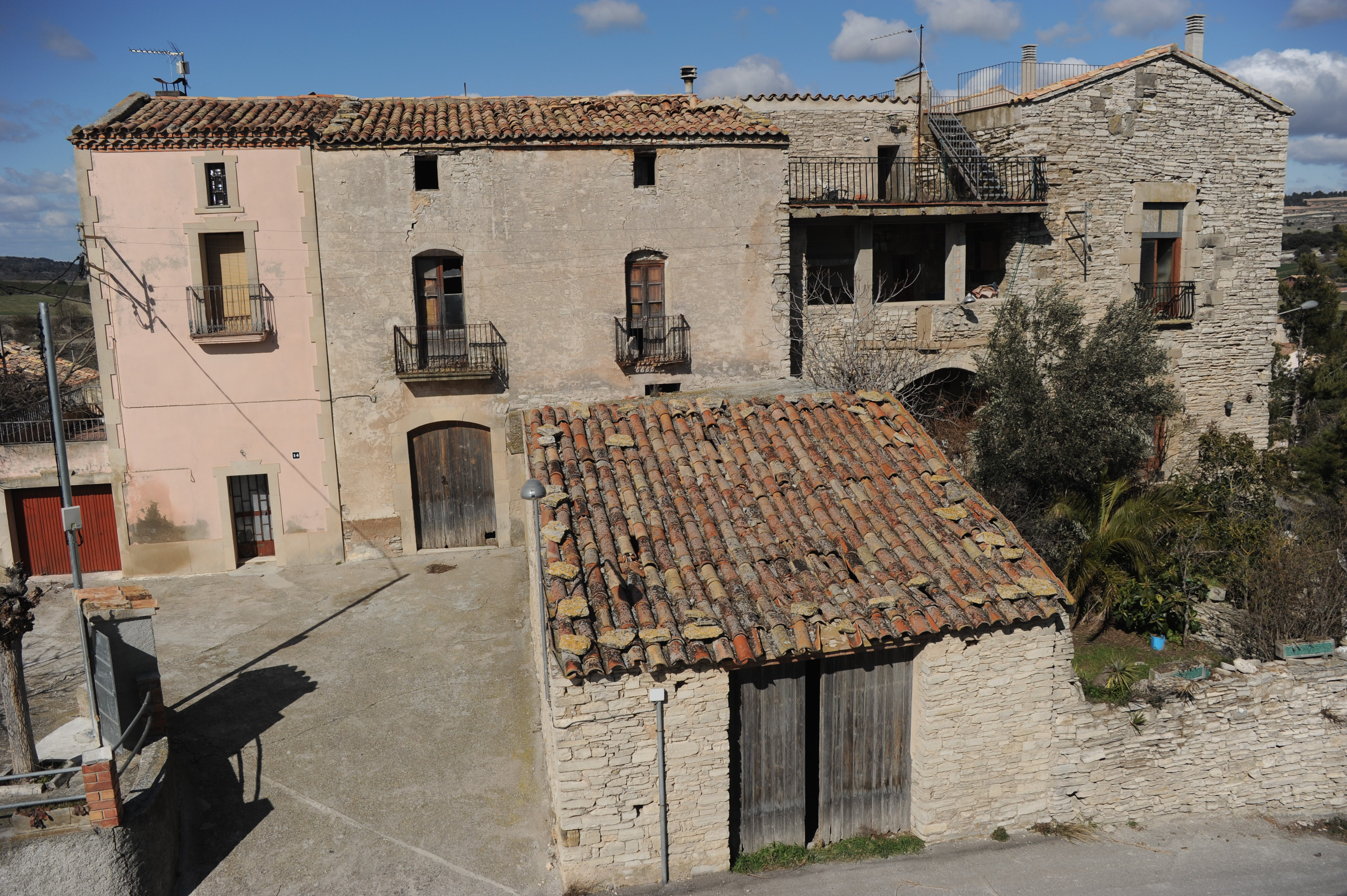
Alt:Fotografia de tres cases del poble

## Demografia
| Entitat de població     | Habitants (2023) |
| Sant Antolí i Vilanova  | 136              |
| els Hostalets           | 79               |
| Rubinat                 | 62               |
| Sant Pere dels Arquells | 61               |
| Montpalau               | 33               |
| Pomar                   | 32               |
| Gramuntell              | 19               |
| Briançó                 | 12               |
| Llindars                | 8                |
| la Sisquella            | 6                |
| Montfar                 | 5                |
| Montlleó                | 1                |
| Mas Claret              | 0                |
| Font: Idescat           |                  |

| 1497 f | 1515 f | 1553 f | 1717 | 1787 | 1857  | 1877  | 1887  | 1900 | 1910 |
| ------ | ------ | ------ | ---- | ---- | ----- | ----- | ----- | ---- | ---- |
| 66     | 99     | 110    | 441  | 426  | 1.238 | 1.064 | 1.154 | 990  | 994  |

| 1920  | 1930  | 1940  | 1950 | 1960 | 1970 | 1981 | 1990 | 1992 | 1994 |
| ----- | ----- | ----- | ---- | ---- | ---- | ---- | ---- | ---- | ---- |
| 1.051 | 1.131 | 1.067 | 940  | 860  | 643  | 570  | 505  | 500  | 500  |

| 1996 | 1998 | 2000 | 2002 | 2004 | 2006 | 2008 | 2010 | 2012 | 2014 |
| ---- | ---- | ---- | ---- | ---- | ---- | ---- | ---- | ---- | ---- |
| 531  | 531  | 516  | 475  | 462  | 476  | 466  | 454  | 447  | 420  |

| 2016 | 2018 | 2020 | 2022 | 2024 | 2026 | 2028 | 2030 | 2032 | 2034 |
| ---- | ---- | ---- | ---- | ---- | ---- | ---- | ---- | ---- | ---- |
| 446  | 422  | 433  | 441  | 454  | -    | -    | -    | -    | -    |